# Diocesi di Acque di Dacia
La diocesi di Acque di Dacia (in latino: Dioecesis Aquensis in Dacia) è una sede soppressa e sede titolare della Chiesa cattolica.

## Storia
Acque di Dacia, identificabile con Vidonac, è un'antica sede vescovile della provincia romana della Dacia Ripense nella diocesi civile di Dacia, suffraganea dell'arcidiocesi di Raziaria.
L'unico vescovo noto è Vitale, che prese parte al concilio di Sardica del 343. La diocesi scomparve in seguito alle invasioni barbariche.
Dal 1933 Acque di Dacia è annoverata tra le sedi vescovili titolari della Chiesa cattolica; dal 4 novembre 1992 il vescovo titolare è Josef Kajnek, già vescovo ausiliare di Hradec Králové.

## Cronotassi

### Vescovi
- Vitale † (menzionato nel 343)

### Vescovi titolari
- Tomislav Jablanović † (16 novembre 1970 - 10 settembre 1986 deceduto)
- Martin Luluga † (17 ottobre 1986 - 8 febbraio 1990 nominato vescovo di Gulu)
- Serafim Shyngo-Ya-Hombo, O.F.M.Cap. (26 marzo 1990 - 29 maggio 1992 nominato vescovo di Mbanza Congo)
- Josef Kajnek, dal 4 novembre 1992